# Écluse de Burghfield

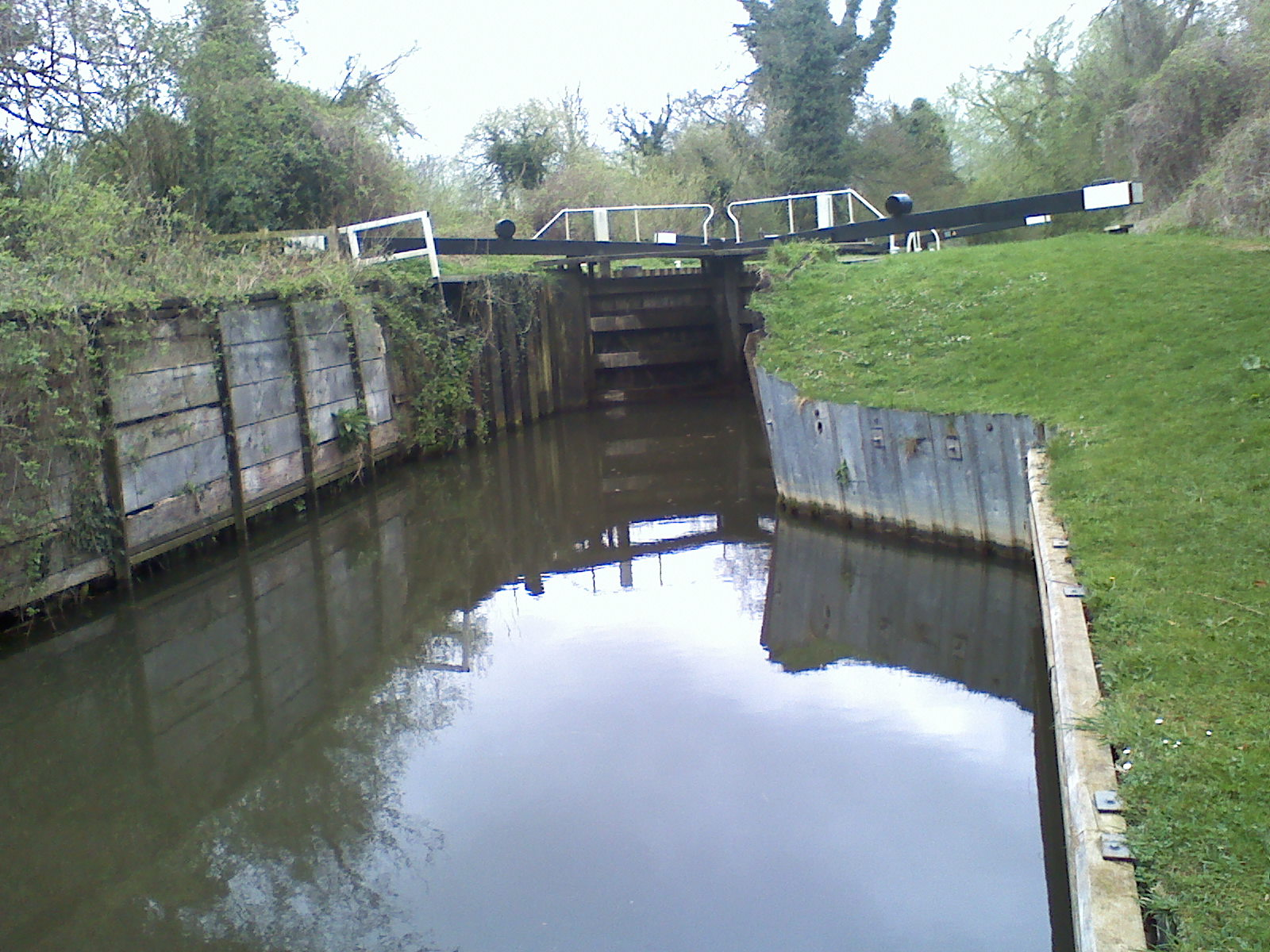
Écluse de Burghfield

L’écluse de Burghfield est une écluse sur le canal Kennet et Avon, située à Burghfield, dans le Berkshire, en Angleterre.
L'écluse de Burghfield a été construite entre 1718 et 1723 sous la direction de l'ingénieur John Hore de Newbury. Cette portion de rivière est maintenant administrée par la British Waterways et connue sous le nom de voie navigable Kennet (Kennet Navigation). L’écluse permet de franchir un dénivelé de 2,13 m (7 pi).
L’écluse a été restaurée en 1968 grâce à la collaboration entre le personnel de la British Waterways et des bénévoles.